# Херман Кевеш
Херман Кевеш (мађ. Hermann Freiherr Kövess von Kövessháza, 30. март 1854—22. септембар 1924) је био аустроугарски фелдмаршал мађарског рода. Носилац таковског крста Михаила Обреновића и агресор на Србију у Првом светском рату. У поразу Аустроугарске био је задужен за распуштање аустроугарске армије.

## Биографија
Рођен је у Темешвару, тада Аустријско царство (данас Румунија), оцу који је био један од водећих официра и мами која је била трансилванског порекла (немачки Саси). 1892. Херман Кевеш се оженио са бароницом Евгенијом фон Глинек са којом је имао три сина (Адалберт који је пао у рату 1914. и артиљеријски официри Геза и Јенс).
Војна каријера
1865. похађао је кадетску школу у Хајнбургу на Дунаву. Војну Академију је завршио у Бечу и добио чин капетана. Први војни задатак је имао 1882. на разбијању устанка у Далмацији, због чега је добио награду од аустријског цара Франца Јозефа. Након неуспеха пребачен је у пешадију где је брзо напредовао и 1890. добио чин мајора, чин потпуковника добија 1894. и убрзо добија чин пуковника, као један од најмлађих у Аустроугарској. Био је један од угледнијих протестанта у аустроугарској војсци, већина аустроугарског штаба је била католичке вере. Био је захваћен у скандалу где је 400 католика прешло у протестантску веру. Скандал је био игнорисан од стране армије али не и од Католичке цркве, због чега се хтео упокојити, што није урадио због надолазећег Првог светског рата.
Почетком Првог светског рата почео је као командант 12. трансилванске армије на источном фронту у Галицији и руској Пољској, тада део Руског царства. За време пролећне офанзиве заузима тврђаву Ивангород. У јесен 1915. води 3. армију под командом групе армије Маканзена напад на Србију. Тада заузима престоницу Београд и наступа даље у унутрашњост Србије. У јануару 1916. сам води напад и заузимање Краљевине Црне Горе и окупира Албанију. Заузима град Скадар и Драч. Истом армијом командује и у јужнотиролској офанзиви против Италијана. Хитно је пребачен на руски фронт (у Галицију) лета 1916. због Брусиловљеве офанзиве, где је водио одбрану у шумама Галиције. 1917. заузима Черновце и Радауце, приликом заузимања већине руске Буковине. 5. новембра 1917. добија чин фелдмаршала. Од јануара до априла 1918. командује 1. и 7. армијом од Дњестра до југоистока Трансилваније.
Након пораза Бугарске у септембру 1918. водио је одступање аустроугарских чета са Балкана на одбрамбену линију Сава—Дунав. Октобра 1918. именован је за врховног команданта свих аустроугарских и немачких трупа на западном делу Балканског полуострва до коначне предаје и распада Аустроугарске 31. октобра 1918. Врховна команда Аустроугарске распуштена је у децембру 1918.
После рата живео је у Будимпешти. У мају 1919. мађарски ројалисти предложили су да узме команду над ројалистичким силама у борби против Мађарске Совјетске Републике, коју је Кевеш одбио, јер се у политику није хтео мешати.
Умро је у Бечу 1924. године.

## Одликовања
- Орден Таковског крста 2. разреда, 1900. од Михаила Обреновића
- баварски велики крст (24. јануар 1916)
- велики крст Виртемберга (30. април 1916)
- османска медаља (април/мај 1916)
- немачки витешки крст (19. јун 1916)
- бугарски крст светог Александра (16. септембар 1916)
- османска златна медаља (30. септембар 1916)